# Porismus strigatus
Porismus strigatus is een insect uit de familie watergaasvliegen (Osmylidae), die tot de orde netvleugeligen (Neuroptera) behoort. 
Porismus strigatus is voor het eerst wetenschappelijk beschreven door Burmeister in 1839. De soort komt voor in het oosten van Australië.